# Miconia tacanensis
Miconia tacanensis är en tvåhjärtbladig växtart som beskrevs av John Julius Wurdack. Miconia tacanensis ingår i släktet Miconia och familjen Melastomataceae. Inga underarter finns listade i Catalogue of Life.